# Alekszandr Mihajlovics Szamokutyajev
Alekszandr Mihajlovics Szamokutyajev (oroszul. Александр Михайлович Самокутяев) (Penza, Penzai terület, 1970. március 13.–) orosz űrhajós, ezredes.

## Életpálya
Középiskolás korában ugrott először ejtőernyővel, 250 alkalommal hajtott végre ugrást. Levegőben töltött repülőóráinak száma 680, repülőeszközei Wilga-35A, A–13 Blaník (vitorlázó repülőgép), L–39, Szu–24M. 1992-ben szerzett főiskolai mérnök-pilóta oklevelet a Csernyihivi Katonai Repülő Iskolán. Katonai szolgálata alatt átképezték helikopter-pilótának. 2000-ben a Gagarin Katonai Akadémián diplomázott.
2003. május 29-től részesült űrhajóskiképzésben. A Jurij Gagarin Űrhajós Kiképző Központban részesült kiképzésben. Egy űrszolgálata alatt összesen százhatvannégy napot, öt órát, negyvenegy percet és tizenkilenc másodpercet töltött a világűrben. Egy űrsétát (kutatás, szerelés) hajtott végre, hat óra huszonkét percet töltött az ISS űrállomáson kívül.

## Űrrepülések
Szojuz TMA–21 parancsnoka/ISS fedélzeti mérnöke. Összesen 164 napot, 05 órát, 41 percet és 19 másodpercet töltött a világűrben. Egy űrsétát (kutatás, szerelés) végzett, 06 óra 22 percet töltött az űrállomáson fedélzetén kívül.

### Tartalék személyzet
Szojuz TMA–18 parancsnoka.

## Kitüntetések
- Megkapta az Arany Csillag kitüntetést.